# Helmuth Förster
Helmuth Förster (* 19. April 1889 in Groß-Strehlitz (Oberschlesien); † 7. April 1965 in Lenggries) war ein deutscher General der Flieger der Luftwaffe im Zweiten Weltkrieg.

## Leben
Beförderungen
- 18. Mai 1908 Fähnrich
- 27. Januar 1909 Leutnant
- 27. Januar 1914 Oberleutnant
- 8. Juni 1915 Hauptmann
- 31. März 1919 Charakter als Major
- 1. April 1934 Oberstleutnant
- 1. August 1935 Oberst
- 1. Februar 1938 Generalmajor
- 1. Januar 1940 Generalleutnant
- 19. April 1941 General der Flieger

Förster trat am 23. September 1907 in die Preußische Armee ein und diente dort bis September 1910 im Eisenbahn-Regiment 1 in Berlin. Anschließend wechselte er zu den Fliegerkräften, wo er von Oktober 1910 bis September 1913 beim Flieger-Versuchs-Kommando in Döberitz eingesetzt war. Vom 1. Oktober 1913 bis zum 1. August 1914 diente er als Adjutant bei der Inspektion der Fliegertruppen und nach Ausbruch des Ersten Weltkrieges als Offizier zur besonderen Verwendung bzw. später als Flugzeugführer bei der Flieger-Abteilung 31. Von 1915 bis 1916 diente Förster im Stab des Chefs des Feldflugwesens. 1916 wurde er in den Generalstab des Feldheeres versetzt, 1917 in den Generalstab des Kommandierenden Generals der Luftstreitkräfte. Dort blieb er über das Kriegsende hinaus bis Ende März 1919. Am 31. März 1919 schied er unter Verleihung des Charakters eines Majors aus dem Wehrdienst. Danach war er in der freien Wirtschaft tätig und wurde bei den Seidenberger Tonwerken G.m.b.H Geschäftsführer.
Försters Reaktivierung erfolgte am 1. März 1934 als Offizier zur besonderen Verwendung beim Reichsluftfahrtministerium. Am 1. April 1934 erfolgte seine Beförderung zum Oberstleutnant sowie die Ernennung zum Chef des Stabes des Höheren Luftamtes in Königsberg. Ab 1. April 1935 trug dieses Kommando dann die Bezeichnung Luftkreis-Kommando I.
Zum 1. August 1935 wurde Förster unter gleichzeitiger Beförderung zum Oberst zum Kommodore des Kampfgeschwaders 253 General Wever ernannt, welche Dienststellung er bis 1937 innehatte. Noch im Jahr 1937 erfolgte seine Ernennung zum Kommandeur der Lehrtruppen der Luftwaffe. Am 1. Februar 1938 erfolgte Försters Beförderung zum Generalmajor und am 1. Juli 1938 seine Ernennung zum Kommandeur der an diesem Tage aus dem Höheren Kommando der Luftwaffen-Lehrtruppen aufgestellten Luftwaffen-Lehr-Division. Kurz vor Beendigung des Überfalls auf Polen wechselte Förster am 1. Oktober 1939 als General zur besonderen Verwendung zum Generalinspekteur der Luftwaffe, Generaloberst Erhard Milch, wo er bei dessen Staatssekretär eingesetzt war. Dort wurde Förster am 1. Januar 1940 zum Generalleutnant befördert. Vom 16. April bis 21. Juni 1940 war er Chef des Stabes der Luftflotte 5 sowie nach Beendigung des Westfeldzuges vom 22. Juni 1940 bis 18. April 1941 Leiter der Gruppe Luftwaffe der deutsch-französischen Waffenstillstands-Kommission.
Danach war Förster im Balkanfeldzug ab 19. April, unter gleichzeitiger Beförderung zum General der Flieger, bis 31. Mai 1941 Militärbefehlshaber (der Luftwaffe) im Militärverwaltungsgebiet Serbien. Am 3. Juni 1941 übernahm er als Kommandierender General das I. Flieger-Korps, das er bis zum 23. August 1942 im Ostfeldzug befehligte. Am 22. Februar 1942 wurde ihm das Ritterkreuz des Eisernen Kreuzes verliehen. Am 24. August 1942 kehrte er als Chef der Luftwehr, später in Chef der Luftfahrt umbenannt, in das Reichsluftfahrtministerium nach Berlin zurück. In dieser Funktion blieb Förster bis Kriegsende. Am 9. Mai 1945 geriet er in alliierte Kriegsgefangenschaft, aus der er am 30. Juni 1947 entlassen wurde.

## Auszeichnungen
- Eisernes Kreuz (1914) II. und I. Klasse
- Königlicher Hausorden von Hohenzollern III. Klasse mit Schwertern
- Wiederholungsspange zum Eisernen Kreuz 1914 (1939) II. und I. Klasse
- Nennung im Wehrmachtbericht am 21. Oktober 1941
- Ritterkreuz des Eisernen Kreuzes am 22. Februar 1942